# Acacia debilis
Acacia debilis — вид квіткових рослин з родини бобових. Ареал: Австралія (Новий Південний Уельс, Квінсленд).

## Середовище й екологія
Рослини зазвичай розташовані вздовж берегів струмків і часто є частиною сухих склерофільних лісів або лісових угруповань і ростуть на піщаних ґрунтах.

## Біоморфологічна характеристика
Кущ або дерево зазвичай виростає у висоту від 2,5 до 6 метрів і має звичку від прямої до розлогої та гладку сіру або червонувато-зелену кору. Він має поздовжньо ребристу до гладких голих гілочок. Листки голі мають черешок довжиною від 1 до 4 см. Листки складаються з однієї-чотирьох пар перистих частин довжиною від 3 до 9,5 см. Є від 5 до 17 пар сегментів, які мають довгасту або вузьку видовжену форму, довжину від 6 до 20 мм і ширину від 2 до 6 мм. Рослина цвіте між липнем і вереснем і дає суцвіття групами від 8 до 25 у пазушній китиці або частіше у волотях уздовж осі довжиною від 2 до 20 см. Кулясті головки мають діаметр від 4 до 7,5 мм і містять від 15 до 33 яскраво-жовтих квіток. Стручки прямі або злегка вигнуті. Плоскі стручки мають довжину від 5,5 до 13,5 см і ширину від 9 до 13 мм.